# Puerto Guzmán
Puerto Guzmán es un municipio de Colombia, situado en el sur del país, en el departamento del Putumayo. Dista de la capital departamental, Mocoa, 50 km. Es una población de fundación reciente, ya que sus orígenes se remontan al año 1975. Fue elevado a la categoría de municipio en 1994.
El municipio de Puerto Guzmán es uno de los más jóvenes del departamento del Putumayo. Hizo parte del municipio de Mocoa, hasta el año 1992 cuando fue reconocido municipio. 

## División Político-Administrativa
Además de su Cabecera municipal. Puerto Guzmán tiene bajo su jurisdicción los siguientes Centros poblados:
- El Bombo
- El Cedro
- El Gallinazo
- El Juano
- El Muelle
- El Recreo
- Galilea
- José María
- La Ciudadela
- La Patria
- Los Guaduales
- Mayoyoque
- Puerto Rosario
- San Roque
- Santa Lucía